# Rhamphomyia klapperichi
Rhamphomyia klapperichi är en tvåvingeart som beskrevs av Frey 1953. Rhamphomyia klapperichi ingår i släktet Rhamphomyia och familjen dansflugor. Inga underarter finns listade i Catalogue of Life.